# Fotij (Jevtichejev)
Fotij (vlastním jménem: Ivan Vladimirovič Jevtichejev; * 31. května 1962, Kirovsk) je kněz ruské pravoslavné církve a biskup velikousťugský a totěmský.

## Život
Narodil se 31. května 1962 ve vesnici Kirovsk v Almatské oblasti, v rodině věřících. Roku 1977 dokončil osmiletou školu № 74 v Irkutsku. V říjnu 1980 byl povolán do Sovětské armády. Po přeložení do zálohy žil ve městě Krasnodar.
Na doporučení arcibiskupa krasnodarského a kubánského Vladimira (Kotljarova) vstoupil roku 1984 do Moskevského duchovního semináře, který dokončil o čtyři roky později. Poté nastoupil na Moskevskou duchovní akademii, kde roku 1992 získal titul z teologie, a to po obhájení diplomové práce na téma Pastorace v Ruské pravoslavní církvi ve 20. století v letech 1900-1925.
Dne 21. srpna 1990 byl v svjato-trojickém soboru Trojicko-sergijevské lávry postřižen na monacha se jménem Fotij, na počest mučedníka Fotia.
Dne 28. srpna 1990 byl v pokrovském chrámu Moskevských duchovních škol arcibiskupem dmitrovským Alexandrem (Timofejevem) vysvěcen na hierodiakona a 9. září na hieromonacha.
Po ukončení akademie se stal představeným akademického chrámu trojicko-sergejevské lávry a profesorem liturgie v Moskevském duchovním semináři a Regentské škole. Roku 1993 byl poslán do Tobolského duchovního semináře, kde vyučoval liturgii, homiletiku a pastoraci. Dne 7. prosince stejného roku byl jmenován inspektorem semináře.
Dne 20. dubna 1994 byl povýšen do hodnosti igumena.
V letech 1997–2002 působil tako jako děkan tobolského okresu tobolsko-ťumenské eparchie. Roku 2002 byl zproštěn funkce inspektora semináře a byl jmenován předsedou eparchiální komise pro svatořečení. Během svého pobytu v tobolské eparchii sloužil v chrámu svatého Mikuláše Divotvůrce ve vesnici Gornoslinkino. Roku 2008 byl propuštěn z výuky na Tobolském semináři z důvodu podané petice a odešel do Irkutsku a stal se představeným chrámu Povýšení svatého Kříže a rektorem farnosti svatého velkomučedníka Pantelejmona ve stejném městě.
Dne 5. dubna 2011 byl povýšen do hodnosti archimandrity.
Dne 13. listopadu 2011 byl jmenován děkanem druhého irkutského obvodu.
Dne 19. listopadu 2013 byl zproštěn funkce představeného chrámu Povýšení svatého Kříže a stal se představeným chrámu svatého velkomučedníka Pantelejmona, za účelem provedení restaurátorských prací a uspořádání pravoslavného duchovního a vzdělávacího centra.
Dne 7. června 2014 promoval na Filologické fakultě Nižněvartovské státní univerzity a získal kvalifikaci učitele ruského jazyka a literatury.
Dne 25. prosince 2014 byl rozhodnutím Svatého synodu Ruské pravoslavné církve zvolen biskupem jugorským a ňagaňským. Jmenování proběhlo 18. ledna 2015 v chrámu Ikony Matky Boží Vladimírské v patriarchální rezidenci v Moskvě. Biskupskou chirotonii přijal 15. února stejného roku ve Sretenském monastýru v Moskvě. Chirotonii vedl patriarcha moskevský a celé Rusi Kirill.
Dne 16. března 2023 byl převeden na velikousťugskou katedru.

## Vyznamenání
Církevní
- 1997 – Řád svatého apoštolům rovného knížete Vladimíra III. třídy
- 2000 – Patriarchální diplom